# Prix Jean Le Gonidec
Prix Jean Le Gonidec är ett travlopp för femåriga hingstar och Ston som äger rum i Februari på Hippodrome de Vincennes i Paris i Frankrike. Det är ett Grupp 2-lopp, man måste minst ha sprungit in 45 000 euro för att få starta.
Loppet körs sedan 2018 över 2700 meter på stora banan på Vincennes, med voltstart. Den samlade prissumman är 100 000 euro, och 54 000 euro i första pris.

## Vinnare
| År   | Häst               | Land      | Efter             | Kusk                 | Tränare                 | Distans | Tid    |
| ---- | ------------------ | --------- | ----------------- | -------------------- | ----------------------- | ------- | ------ |
| 2024 | Jamin de Brion     | Frankrike | Charly du Noyer   | Matthieu Abrivard    | Matthieu Abrivard       | 2 175 m | 1'10"6 |
| 2023 | Idao de Tillard    | Frankrike | Severino          | Clément Duvaldestin  | Thierry Duvaldestin     | 2 175 m | 1'09"7 |
| 2022 | Hohneck            | Frankrike | Royal Dream       | François Lagadeuc    | Philippe Allaire        | 2 700 m | 1'10"8 |
| 2021 | Green Grass        | Frankrike | Bold Eagle        | Mathieu Mottier      | Sébastien Guarato       | 2 700 m | 1'14"1 |
| 2020 | Florida Sport      | Frankrike | Tornado Bello     | Yoann Lebourgeois    | Dominique Blond         | 2 700 m | 1'12"3 |
| 2019 | Éclipse Danica     | Frankrike | Hasting           | Pierre Vercruysse    | Pierre Vercruysse       | 2 700 m | 1'13"9 |
| 2018 | Darling de Reux    | Frankrike | Prodigious        | Alexandre Abrivard   | Laurent-Claude Abrivard | 2 700 m | 1'13"4 |
| 2017 | Charly du Noyer    | Frankrike | Ready Cash        | Yoann Lebourgeois    | Philippe Allaire        | 2 175 m | 1'12"6 |
| 2016 | Bélina Josselyn    | Frankrike | Love You          | Jean-Michel Bazire   | Jean-Michel Bazire      | 2 175 m | 1'11"9 |
| 2015 | Amiral Sacha       | Frankrike | Ganymède          | Gabriele Gelormini   | Florent Lamare          | 2 175 m | 1'13"1 |
| 2014 | Vanika du Ruel     | Frankrike | Jardy             | Franck Anne          | Franck Anne             | 2 175 m | 1'12"8 |
| 2013 | Oropuro Bar        | Italien   | Love You          | Marco Smorgon        | Marco Smorgon           | 2 175 m | 1'12"2 |
| 2012 | Tabler             | Frankrike | Dahir de Prelong  | Bernard Piton        | Jean-Pierre Viel        | 2 175 m | 1'12"9 |
| 2011 | Main Wise As       | Italien   | Yankee Glide      | Pierre Levesque      | Pierre Levesque         | 2 175 m | 1'12"2 |
| 2010 | Rhéa Pride         | Frankrike | Love You          | Thierry Duvaldestin  | Thierry Duvaldestin     | 2 175 m | 1'12"5 |
| 2009 | Qualmio de Vandel  | Frankrike | Gobernador        | Thierry Duvaldestin  | Thierry Duvaldestin     | 2 175 m | 1'12"4 |
| 2008 | Ghiaccio del Nord  | Italien   | Bon Vivant        | Enrico Bellei        | Claus Ernst Hollmann    | 2 175 m | 1'11"5 |
| 2007 | Okapi de Fael      | Frankrike | Gai Brillant      | Franck Nivard        | Thierry Duvaldestin     | 2 850 m | 1'15"2 |
| 2006 | Nijinski Blue      | Frankrike | Extreme Dream     | Yves Dreux           | Michel Donio            | 2 850 m | 1'14"9 |
| 2005 | Mage de la Mérité  | Frankrike | Écho              | Jos Verbeeck         | Yannick-Alain Briand    | 2 850 m | 1'16"3 |
| 2004 | Liberty d'Ar       | Frankrike | Extreme Dream     | Nicolas Roussel      | Alain Roussel           | 2 850 m | 1'14"2 |
| 2003 | Kiwi               | Frankrike | Coktail Jet       | Jos Verbeeck         | Fabrice Souloy          | 2 850 m | 1'14"9 |
| 2002 | Royal Gull         | Sverige   | Alf Palema        | Jos Verbeeck         | Jan Kruithof            | 2 850 m | 1'14"9 |
| 2001 | Ipson de Mormal    | Frankrike | Biesolo           | Ulf Nordin           | Ulf Nordin              | 2 850 m | 1'15"5 |
| 2000 | Hulk des Champs    | Frankrike | Blue Dream        | Pierre Coignard      | Philippe Allaire        | 2 850 m | 1'16"3 |
| 1999 | Goetmals Wood      | Frankrike | And Arifant       | Bernard Piton        | Jean-Paul Piton         | 2 900 m | 1'17"4 |
| 1998 | Mr Quickstep       | Sverige   | Mr Drew - My Joy  | Jos Verbeeck         | Peter Engberg           | 2 900 m | 1'16"  |
| 1997 | Écho du Tonnerre   | Frankrike | Tonnerre d'Amour  | Philippe Bazire      | Laurent G.-Fernandes    | 2 900 m | 1'18"7 |
| 1996 | Dahir de Prélong   | Frankrike | Fakir du Vivier   | Bertrand Lefèvre     | Bertrand Lefèvre        | 2 925 m | 1'19"5 |
| 1995 | Hiosco du Vivier   | Belgien   | Park Ridge Lobell | Jos Verbeeck         | Alphonse Vanberghen     | 2 900 m | 1'20"3 |
| 1994 | Best Bourbon       | Frankrike | High Echelon      | Jean-Philippe Dubois | Jean-Philippe Dubois    | 2 925 m | 1'17"3 |
| 1993 | Arnaqueur          | Frankrike | Fakir du Vivier   | Karim Hawas          | Ali Hawas               | 2 650 m | 1'16"4 |
| 1992 | Vita Nuova         | Frankrike | Jorky             | Jean-Étienne Dubois  | Jean-Philippe Dubois    | 2 650 m | 1'17"9 |
| 1991 | Ultime Atout       | Frankrike | Jalno             | Ghislain Fontenay    | Ghislain Fontenay       | 2 650 m | 1'17"6 |
| 1990 | Takima             | Frankrike | Chambon P         | Jan Kruithof         | Jan Kruithof            | 2 650 m | 1'18"3 |
| 1989 | Sancho Pança       | Frankrike | Chambon P         | Joël Hallais         | Joël Hallais            | 2 675 m | 1'19"  |
| 1988 | Riton du Gîte      | Frankrike | Buffet II         | Michel Lenoir        | Georges Lelièvre        | 2 650 m | 1'17"7 |
| 1987 | Quartz             | Frankrike | Granit            | Jean-Claude Hallais  | Jean-Claude Hallais     | 2 650 m | 1'18"9 |
| 1986 | Petit Sam          | Frankrike | Florestan         | Jean-René Gougeon    | Jean-René Gougeon       | 2 650 m | 1'21"2 |
| 1985 | Opprimé            | Frankrike | Coppet            | Jean-Pierre Viel     | Jean-Pierre Viel        | 2 650 m | 1'18"9 |
| 1984 | Natacha du Buisson | Frankrike | Amyot             | Léopold Verroken     | Léopold Verroken        | 2 650 m | 1'20"4 |
| 1983 | Minou du Donjon    | Frankrike | Quioco            | Michel Roussel       | Jean-Lou Peupion        | 2 625 m | 1'18"8 |
| 1982 | La Bourrasque      | Frankrike | Buffet II         | Jean-Pierre Viel     | Jean-Pierre Viel        | 2 600 m | 1'21"  |
| 1981 | Khali de Vrie      | Frankrike | Quirinus III      | Roger Baudron        | Roger Baudron           | 2 600 m | 1'19"6 |
| 1980 | Jacob du Chignon   | Frankrike | Narioca           | Philippe Rouer       | Philippe Rouer          | 2 600 m | 1'19"4 |
| 1979 | Ianthin            | Frankrike | Vesuve T          | Paul Delanoë         | Paul Delanoë            | 2 600 m | 1'21"8 |
| 1978 | Hêtre Vif          | Frankrike | Son Idylle P      | François Brohier     | François Brohier        | 2 600 m | 1'20"  |